# Шужега (деревня)
Шу́жега — сельский населённый пункт в Виноградовском районе Архангельской области России. Деревня входит в состав Шидровского сельского поселения.

## География
Шужега расположена на левом берегу реки Северная Двина, в устье реки Шужега (Жужега), напротив деревни Плёсо. Ниже Шужеги по течению Двины находятся деревни Наволок и Чамово, а выше — Тулгас.

## Демография
В 1888 году в деревне Пантелеевской насчитывалось 82 души обоего пола. По переписи 1920 года в деревне Пантелеевская Верхне-Конецгорского сельского общества Ростовской волости Шенкурского уезда проживало 123 человека. Население деревни, по данным Всероссийской переписи населения 2010 года, составляет 17 человек. В 2009 году в Шужеге проживало 4 человека.

## История
Ранее Шужега входила в состав Ростовской волости (с 1926 года — в Кургоминской волости). В 1918—1919 годах Шужега была оккупирована интервентами. В советское время деревня относилась к Конецгорскому сельсовету.

## Экономика
Через Шужегу проходит автодорога от Архангельска до Котласа (Усть-Вага — Ядриха).

## Часовой пояс
Шужега, также как и вся Архангельская область, находится в часовом поясе, обозначаемом по международному стандарту как Moscow Time Zone (MSK/MSD). Смещение относительно Всемирного координированного времени UTC составляет +3:00 (MSK, зимнее время) и +4:00 (MSD, летнее время).

## Топографические карты
- Топографическая карта P-38-39,40. (Лист Рочегда)
- Шужега на Wikimapia
- Шужега. Публичная кадастровая карта. Архивировано из оригинала 5 марта 2016 года.